# Adolf Wagner (Ökonom)
Adolf Wagner (* 25. Februar 1939 in Falkenau an der Eger, Reichsgau Sudetenland) ist ein deutscher Wirtschaftswissenschaftler und Hochschullehrer.

## Leben
Adolf Wagner durchlief nach der Mittleren Reife in Schongau 1955 zunächst eine Banklehre und anschließend die Ausbildung für den gehobenen Sparkassendienst. Nach seinem Abitur 1964 am München-Kolleg studierte er Volkswirtschaftslehre an der Universität München und legte dort 1968 die Diplomprüfung für Volkswirte ab. Es folgte von 1971 bis 1972 das Promotionsstudium an der Eberhard-Karls-Universität Tübingen, wo er 1972 bei Alfred E. Ott promovierte. Von 1968 bis 1975 war er außerdem wissenschaftlicher Referent am außeruniversitären Institut für Angewandte Wirtschaftsforschung in Tübingen. 1976 habilitierte für sich Volkswirtschaftslehre und Statistik an der Universität Tübingen. Nach seiner Professur für Volkswirtschaftslehre und Mathematik an der FH Reutlingen (1975 bis 1979) Lehrstuhlinhaber für Volkswirtschaftslehre, Statistik sowie Empirische Wirtschaftsforschung an den Universitäten Marburg (1979–1986), Tübingen (1986 bis 1996) und Leipzig (ab 1996). Er ist Ehrendoktor der TU Chemnitz.
Viele seiner Veröffentlichungen richten sich an ein breites Lesepublikum.

## Werke (Auswahl)
- Evolutorische Makroökonomik. In: Marco Lehmann-Waffenschmidt, Michael Peneder (Hrsg.): Evolutorische Ökonomik – Konzepte, Wegbereiter und Anwendungsfelder. Springer Gabler, Wiesbaden 2022, ISBN 978-3-658-34286-9, S. 115–138, doi:10.1007/978-3-658-34287-6.
- Empirische Evolutorik: Eine mehrfache Herausforderung der Wissenschaft. In: Marco Lehmann-Waffenschmidt, Michael Peneder (Hrsg.): Evolutorische Ökonomik – Konzepte, Wegbereiter und Anwendungsfelder. Springer Gabler, Wiesbaden 2022, ISBN 978-3-658-34286-9, S. 257–271, doi:10.1007/978-3-658-34287-6.
- All you need is cash. Ein Wegweiser für die Ökonomie (= Ökonomische Essays, Bd. 16). 4. Aufl. Metropolis Verlag, Marburg 2021, ISBN 978-3-7316-1474-6.
- Eine Wohlfahrtsökonomik für die guten Zeiten und die Menschen in einer fragilen Welt. Zur guten Erinnerung an Eberhard M. Fels (1924-1970) und Heinrich Strecker (1922-2013). Metropolis, Marburg 2020, ISBN 978-3-7316-1429-6.
- Zur rechenhaften Stabilisierung einer freiheitlichen Wirtschaftsgesellschaft. Zwischen Kinetik und Kybernetik : zur guten Erinnerung an Günter Krüsselberg (1929-2018) und Erich Reigrotzki (1902-1997). Metropolis, Marburg 2019, ISBN 978-3-7316-1377-0.
- Skeptische Nationalökonomik. Von Schwierigkeiten mit Menschen, Bevölkerungen und Systemen : zur guten Erinnerung an Kurt Rothschild (1914-2010) und Wolfgang Stützel (1925-1987). Metropolis, Marburg 2017, ISBN 978-3-7316-1276-6.
- Robustheit, Elastizität und Antifragilität einer Volkswirtschaft. Neue Akzente einer angewandten Wohlfahrtsökonomik. Metropolis, Marburg 2016, ISBN 978-3-7316-1224-7.
- Marktformen, Verhaltensweisen und Spielregeln. Leichte Zugänge zur volkswirtschaftlichen Mikroökonomik (= Grundlagen der Wirtschaftswissenschaft, Bd. 24). Metropolis, Marburg 2016, ISBN 978-3-7316-1200-1.
- Eine kleine Meta-Makroökonomik. Das Wichtigste aus meiner Sicht zur evolutorischen Makroökonomik (= Grundlagen der Wirtschaftswissenschaft, Bd. 23). Metropolis, Marburg 2016, ISBN 978-3-7316-1163-9.
- Arbeitsmarktökonomik. Ein Leitfaden für Führungsleute und Mitarbeiter ; der etwas andere Zugang. Metropolis, Marburg 2015, ISBN 978-3-7316-1129-5.
- How to get rich and stay happy. Über Wohlstand, Wachstum und Verteilung ; Bekanntes und Unbekanntes. Metropolis, Marburg 2014, ISBN 978-3-7316-1115-8.
- Evolutorische Makroökonomik. Innovative Modifikationen zur Standardökonomik ; ein erster Versuch. Metropolis, Marburg 2012, ISBN 978-3-89518-919-7.
- Statistische Adäquation bei Fortentwicklung der makroökonomischen Wirtschaftstheorie. In: Jahrbücher für Nationalökonomie und Statistik. Band 224, Nr. 5, 2004, S. 612–625, doi:10.1515/jbnst-2004-0505.
- Strukturwandel, Arbeitslosigkeit und Verteilung (= Tübinger volkswirtschaftliche Schriften, Bd. 22). Francke, Tübingen 2003, ISBN 3-7720-8015-4.
- Volkswirtschaftliche Strukturen. Zwei Bände. 2. bzw. 4. Aufl. Fischer, Stuttgart 1997–1998.
- Wirtschaft verstehen – national und global. Eine moderne Volkswirtschaftslehre. Schäffer-Poeschel, Stuttgart 1997, ISBN 3-7910-0821-8.
- Volkswirtschaft für jedermann. Die marktwirtschaftliche Demokratie. 2. Aufl. Dtv, München 1994, ISBN 3-423-05822-6.
- Der Wicksell-Effekt. Kapitaltheoretische Aspekte der Wachstumszyklen (= Tübinger wirtschaftswissenschaftliche Abhandlungen, Bd. 26). Mohr, Tübingen 1978, ISBN 3-16-341141-X (Habilitationsschrift Universität Tübingen).
- Die Wachstumszyklen in der Bundesrepublik Deutschland. Eine komparativ-dynamische Komponentenanalyse für die Jahre 1951 - 1970 (= Schriftenreihe / Institut für Angewandte Wirtschaftsforschung Tübingen, Bd. 21). Mohr, Tübingen 1972, ISBN 3-16-333731-7 (Dissertation Universität Tübingen).